# Корсико
Ко̀рсико (на италиански: Corsico, на западноломбардски: Còrsic, Корсик) е град и община в Северна Италия, провинция Милано, регион Ломбардия. Разположен е на 113 m надморска височина. Населението на общината е 34 548 души (към 2013 г.).